# Lophoptera hyalophaea
Lophoptera hyalophaea là một loài bướm đêm trong họ Noctuidae.